# Freeman Freeman-Thomas
George Freeman Thomas, plus tard Freeman Freeman-Thomas,
né le 12 septembre 1866 en Angleterre
et mort le 12 août 1941 à Belgravia,
est un homme d'État britannique, treizième gouverneur général du Canada (de 1926 à 1931) puis vice-roi et gouverneur général des Indes (du 18 avril 1931 au 18 avril 1936). Il est titré 1er marquis de Willingdon de Ratton, vicomte Ratendone de Willingdon, baron Willingdon de Ratton, et vicomte Willingdon.